# Wawel Kraków

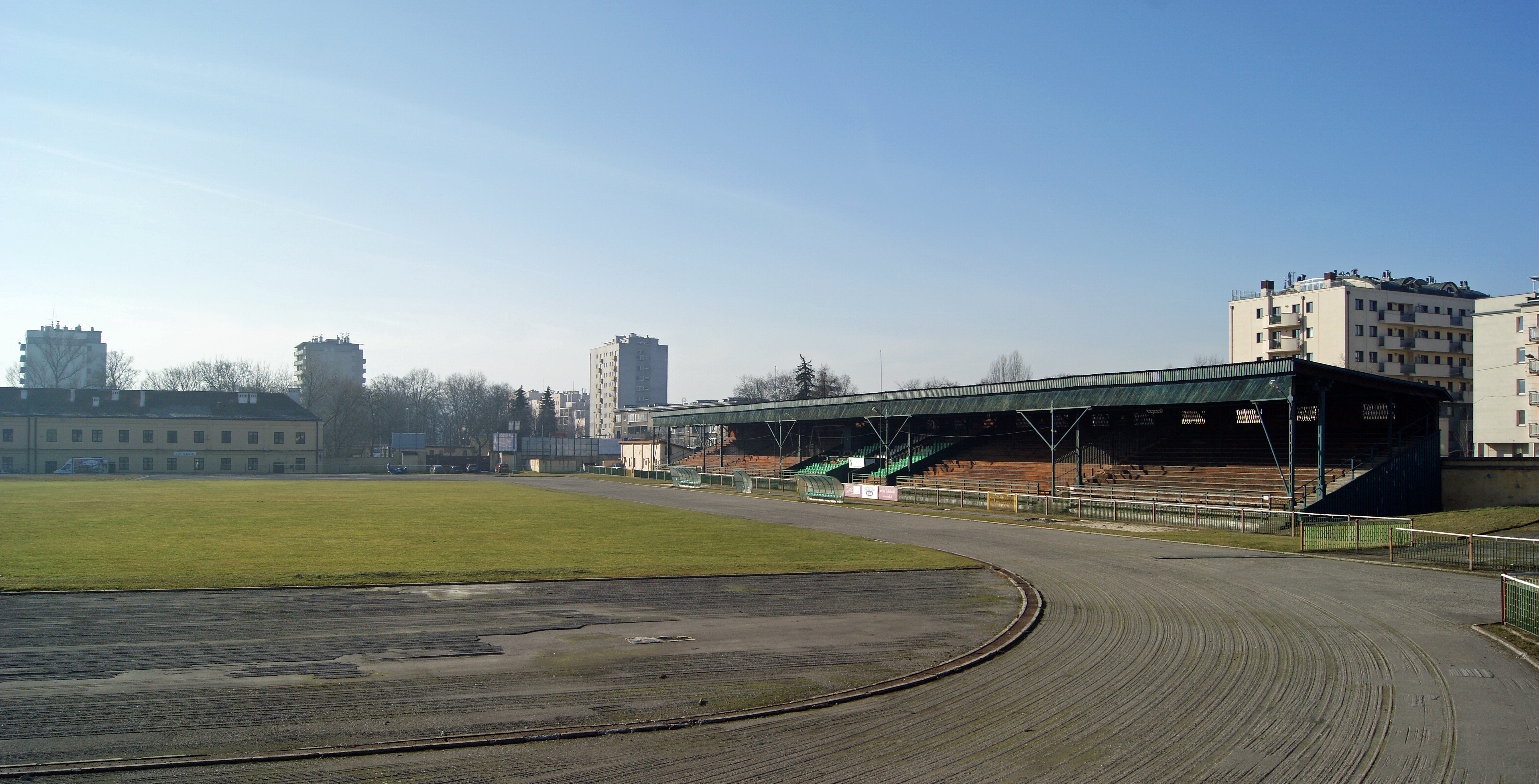
Stadion Wawelu z trybuną zbudowaną z drewna.

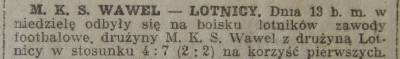
Goniec Krakowski nr 189 z 16 lipca 1919

WKS Wawel Kraków – polski wielosekcyjny klub sportowy. Założony w 1919 roku pod nazwą Wawel. W roku 1928 po połączeniu z Wojskowym Klubem Sportowym przyjął nazwę Wojskowy KS Wawel. W latach 1945–1949 działał jako cywilno-wojskowy KS Wawel, następnie Okręgowy Wojskowy KS Wawel (1949-1953) i Centralny Wojskowy KS Wawel (1953-1957). Obecna nazwa od 1957 roku, mimo iż od 1 stycznia 2002 roku WKS „Wawel” nie jest już klubem wojskowym, nadal funkcjonuje.
WKS Wawel dysponuje stadionem piłkarskim i lekkoatletycznym, oddanym do użytku w roku 1953. Podczas modernizacji w 1986 roku położono na nim nawierzchnię tartanową. Klub składa się obecnie z sześciu sekcji sportowych: lekkoatletycznej, piłki nożnej, siatkówki, biegu na orientację, strzeleckiej i spadochronowej.

## Informacje ogólne
- Pełna nazwa: Wojskowy Klub Sportowy Wawel Kraków
- Data założenia: 13 lipca 1919 roku
- Barwy: zielono-biało-wrzosowe
- Adres: ul. Podchorążych 3, 30-084 Kraków

## Stadion
- Data otwarcia: 1953 rok
- Pojemność: 5500 miejsc z krytą trybuną
- W skład obiektu wchodzą: bieżnia tartanowa, urządzenia lekkoatletyczne, pełnowymiarowa hala sportowa, siłownia, gabinety odnowy biologicznej, korty tenisowe, strzelnica pneumatyczna.

Dawniej klub posiadał także halę bez widowni przy ul. Zwierzynieckiej 24, obecnie ta hala nie istnieje (została zburzona) z uwagi na jej zły stan i niezadowalające warunki panujące wewnątrz (zimno). Obecna hala z lat 70. XX wieku znajduje się obok boiska i przeszła generalny remont w latach 2015–2018.

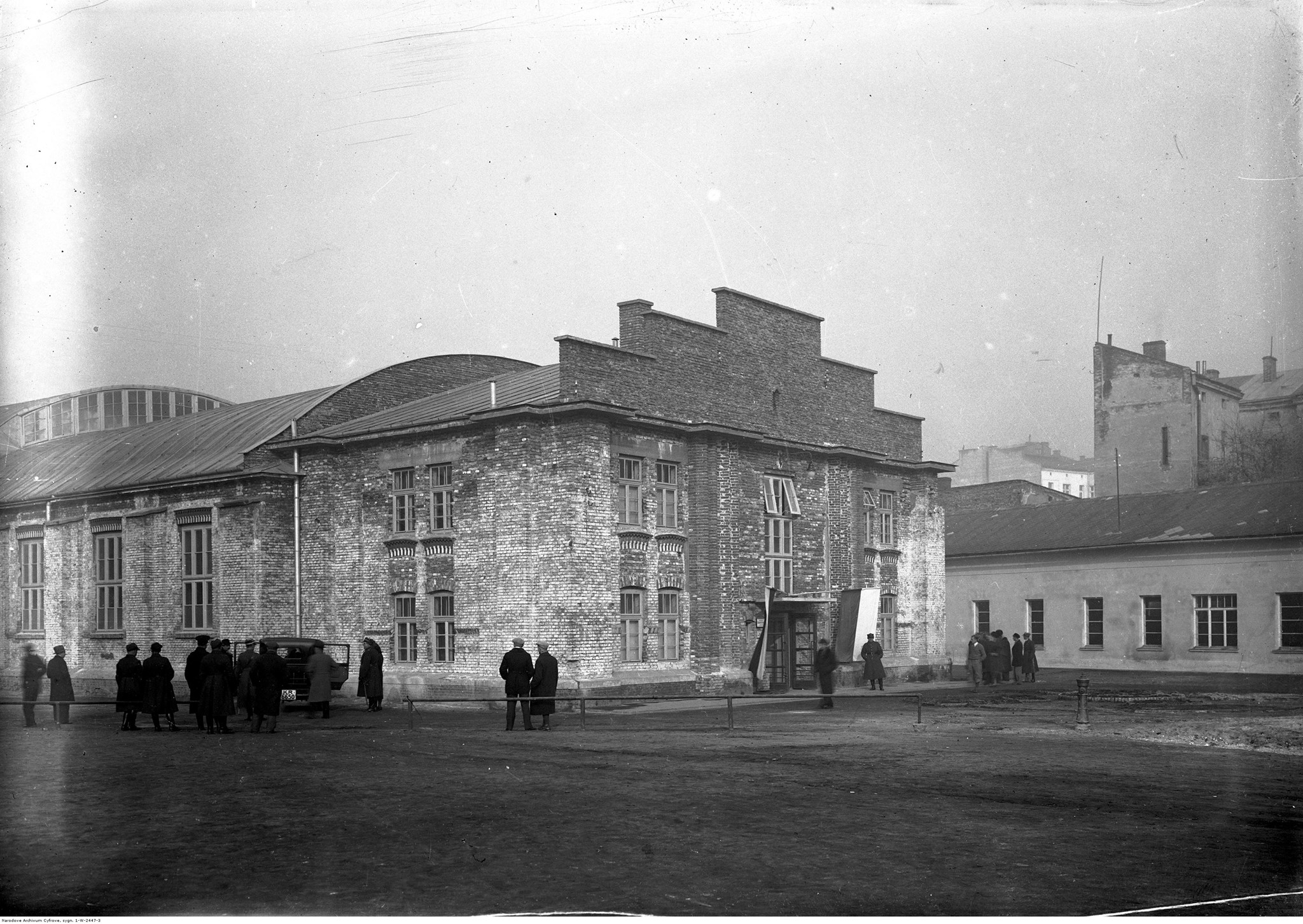
Nieistniejąca hala sportowa przy ul. Zwierzynieckiej 24

## Sukcesy sekcji sportowych
Do największych sukcesów zawodników „Wawelu” można zaliczyć:
- 4 złote medale na IO w Atlancie '96, Sydney '00 i Atenach '04, 3 złote medale na mistrzostwach świata (Ateny '97, Edmonton '01 i Paryż '03) i 2 na mistrzostwach Europy (Budapeszt '98, Monachium '02) Roberta Korzeniowskiego w chodzie sportowym
- brązowy medal na IO w Melbourne '56 w ćwiczeniach drużynowych z przyborem (w składzie zawodniczki Wawelu Helena Rakoczy, Danuta Stachow, Barbara Ślizowska)
- 4 tytuły MŚ (Bazylea '50) oraz 26 tytułów MP w gimnastyce sportowej Heleny Rakoczy (1947-1956)
- srebrny medal MŚ (San Sebastián '69), 2 srebrne (Namur '68, Suhl '71) i 2 brązowe medale ME (Paryż '69, Madryt '72) w strzelaniu do rzutków (skeet) Wiesława Gawlikowskiego
- srebrny (Helsinki '71) i brązowy (Ateny '69) medal ME i 4-krotne ME w hali w biegu na 1500 m oraz 11-tytułów MP w lekkiej atletyce Henryka Szordykowskiego
- drużynowe wicemistrzostwo świata (1976) i Europy (1975) w spadochroniarstwie na celność lądowania
- wielokrotne drużynowe mistrzostwo Polski w spadochroniarstwie (1967-1977)
- mistrzostwo (1959) i 4 wicemistrzostwa (1958, 1960-1962) Polski w koszykówce kobiet
- mistrzostwo Polski w gimnastyce artystycznej (1960)
- mistrzostwo Polski w strzelectwie sportowym (1963)
- 8-krotne MP w biegach długodystansowych Stanisława Ożoga (1957-1962)
- 6-krotne MP w biegu na 10000 m i maratonie Edwarda Stawiarza (1966-1973)
- 4-krotne MP w gimnastyce sportowej Joanny Bartosz (1969-1972)
- 2-krotne MP w boksie Mieczysława Chrostka (lata 30. XX wieku)

### Sukcesy sekcji piłki nożnej
- Wicemistrzostwo Polski: 1953
- ćwierćfinał Pucharu Polski: 1952, 1965
- Puchar Zlotu Młodych Przodowników (Puchar Ligi): 1952

## Sekcja piłki nożnej

### Sezony w rozgrywkach w piłce nożnej

#### Sezony w I lidze piłki nożnej
| sezon | rozgrywki | miejsce | mecze | zwycięstwa-remisy-porażki | bramki | punkty |
| 1952  | I liga    | 7-8     | 10    | 2-5-3                     | 11-11  | 9      |
| 1953  | I liga    | 2       | 22    | 11-6-4                    | 39-25  | 28     |

Po sezonie 1953 decyzją MON wicemistrza Wawel Kraków (wówczas Okręgowy Wojskowy Klub Sportowy) wycofano z I ligi uznając, że prawo pozostania w ekstraklasie z wojskowych klubów ma tylko siódma w lidze Legia Warszawa (wówczas Centralny Wojskowy Klub Sportowy).